# NGC 6240
إن جي سي 6240 المجرة المتشابكة مجرة أشعة تحت حمراء مضيئة في كوكبة الحواء تبعد المجرّة إن جي سي 6240  حوالي 400 مليون سنة ضوئية المجرة هي بقايا للإندماج بين مجرتين أصغر . أدى تصادم المجرتين الأصغر لتشكيل مجرة جديدة مع نواتين ومظهر مضطرب للغاية وتشكل شكلها المشوّه إثر اقتراب المجرّتين من بعضهما البعض بشكلٍ كبير، حيث أدى ذاك الإندماج إلى خلق تشكيلات نجميّة جديدة، كما دفع بالعديد من النّجوم الشبابة للانفجار في سوبرنوفا 

## نواة مزدوجة

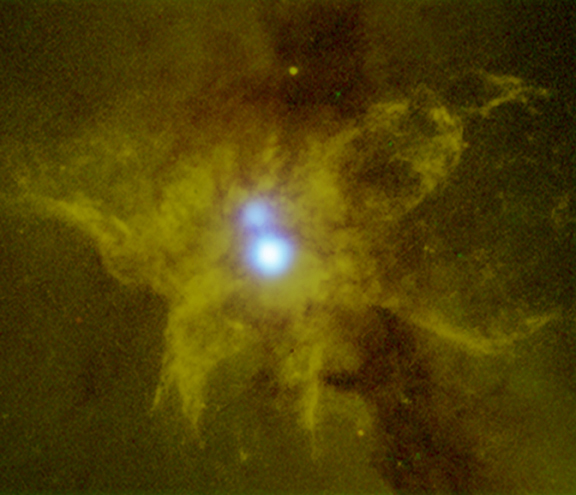
صورة أشعة سينية للمجرة إن جي سي 6240 صورة بواسطة مرصد الأشعة السينية تشاندرا تظهر انبعاث الأشعة السينية من مصدري نواة مجرة نشطة أزرقين لامعين .مصدر الصورة: ناسا.

تحدث في مركز المجرة إن جي سي 6240 ظاهرةٌ أكثرُ إثارٍة للاهتمام، وذلك عندما تقترب مجرتان من بعضهما البعض، فإنّ ثقوبهما السّوداء تقترب كذلك، حيث تم رصد ثقبين أسودين فائقي الكتلة في هذا المزيج يقتربان شيئًا فشيئًا من بعضهما البعض، وهما حاليًا يبعدان عن بعضهما بمقدار 3000 سنة ضوئيّة فقط، وهو أمرٌ مذهلٌ إذا ما علمنا بأنّ المجرّة نفسها تمتدّ على مسافة 300,000 سنة ضوئيّة، ومن شأن هذا القرب أن يحدّد مصيرهما، حيث أنهما الآن قريبان جدًا بحيث أنهما لن يستطيعا الإفلات من بعضهما البعض، وسيشكلان قريبًا ثقبًا أسود واحدًا فائق 

## مصادر ومراجع

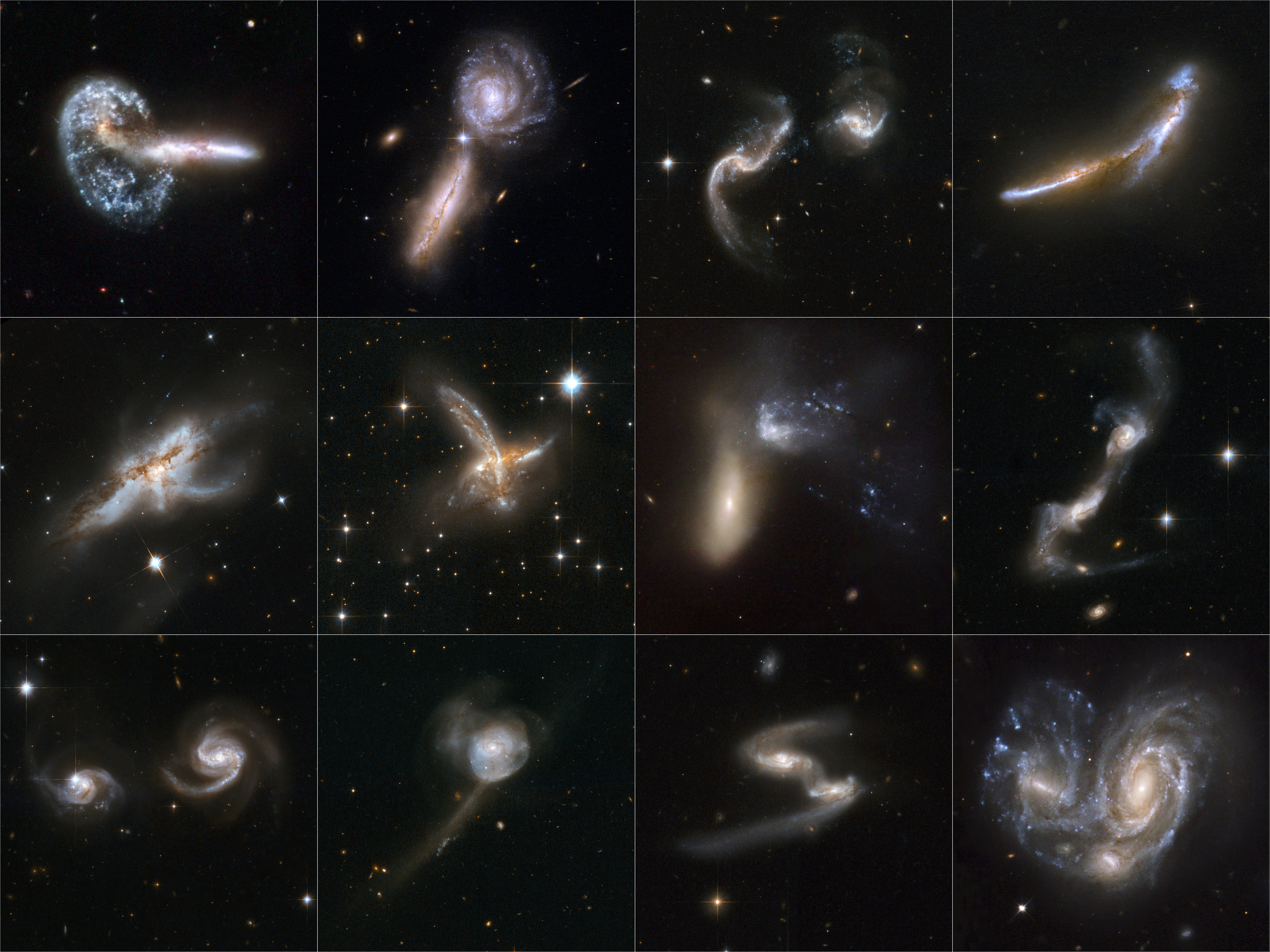
نخبة من مجرات تصتدم بعضها البعض : Arp 148, VV 340, Arp 256, NGC 6670, NGC 6240, ESO 593-8, NGC 454, UGC 8335, NGC 6786, NGC 17, ESO 77-14, NGC 6050

## اقرأ أيضا
- أرب 302